# Sebastian Langkamp
Sebastian Langkamp (ur. 15 stycznia 1988 w Spirze) – niemiecki piłkarz, który występował na pozycji obrońcy. Brat innego piłkarza, Matthiasa Langkampa.

## Kariera klubowa
Langkamp jako junior grał w zespołach Sportfreunde Merfeld, DJK-VfL Billerbeck oraz Preußen Münster, a w 2005 roku trafił do juniorów Bayernu Monachium. Na początku 2007 roku został włączony do jego rezerw, grających w Regionallidze Süd. W połowie tego samego roku odszedł jednak do rezerw Hamburgera SV, występujących w Regionallidze Süd. Spędził tam pół roku.
W styczniu 2008 roku Langkamp został graczem rezerw pierwszoligowego klubu Karlsruher SC. Na początku 2009 roku dołączył do jego pierwszej drużyny. W Bundeslidze zadebiutował 1 marca 2009 roku w przegranym 0:2 pojedynku z VfB Stuttgart. 25 kwietnia 2009 roku w wygranym 1:0 spotkaniu z Bayerem 04 Leverkusen strzelił pierwszego gola w Bundeslidze. W tym samym roku spadł z zespołem do 2. Bundesligi. Tam grał przez dwa lata.
W 2011 roku Langkamp przeszedł do pierwszoligowego Augsburga. Pierwszy ligowy mecz zaliczył tam 14 sierpnia 2011 roku przeciwko 1. FC Kaiserslautern (1:1).
1 lipca 2011 roku przeniósł się do FC Augsburg, gdzie spędził dwa lata. W lipcu 2013 roku przeszedł do Hertha BSC, gdzie łącznie spędził ponad pięć lat, rozegrał 106 ligowych spotkań i strzelił jedną bramkę.
31 stycznia 2018 został sprzedany za kwotę 1 mln euro do Werderu Brema. W lipcu 2020 roku rozwiązał kontrakt z klubem. 8 stycznia 2021 roku na zasadzie wolnego zawodnika przeniósł się do australijskiego Perth Glory.
1 lipca 2021 roku zakończył piłkarską karierę.

## Kariera reprezentacyjna
Langkamp jest byłym reprezentantem Niemiec U-18 oraz U-21.